# Ottoberg TG
| TG ist das Kürzel für den Kanton Thurgau in der Schweiz. Es wird verwendet, um Verwechslungen mit anderen Einträgen des Namens Ottoberg zu vermeiden. |

Ottoberg ist eine ehemalige Ortsgemeinde und eine Ortschaft der Gemeinde Märstetten im Bezirk Weinfelden des Kantons Thurgau in der Schweiz.
Ottoberg war von 1803 bis 1974 eine Ortsgemeinde innerhalb der Munizipalgemeinde Märstetten. Am 1. Januar 1975 fusionierte die Ortsgemeinde Ottoberg mit der Orts- und der Munizipalgemeinde Märstetten zur Einheitsgemeinde Märstetten.

## Geographie
Ottoberg liegt am südwestlichen Abhang des Ottenbergs gegen das Thurtal. Die Ortsgemeinde bestand aus den Bauerndörfern Ottoberg und Boltshausen sowie verschiedenen Weilern wie Dattenhub oder Ruberbaum.

## Geschichte

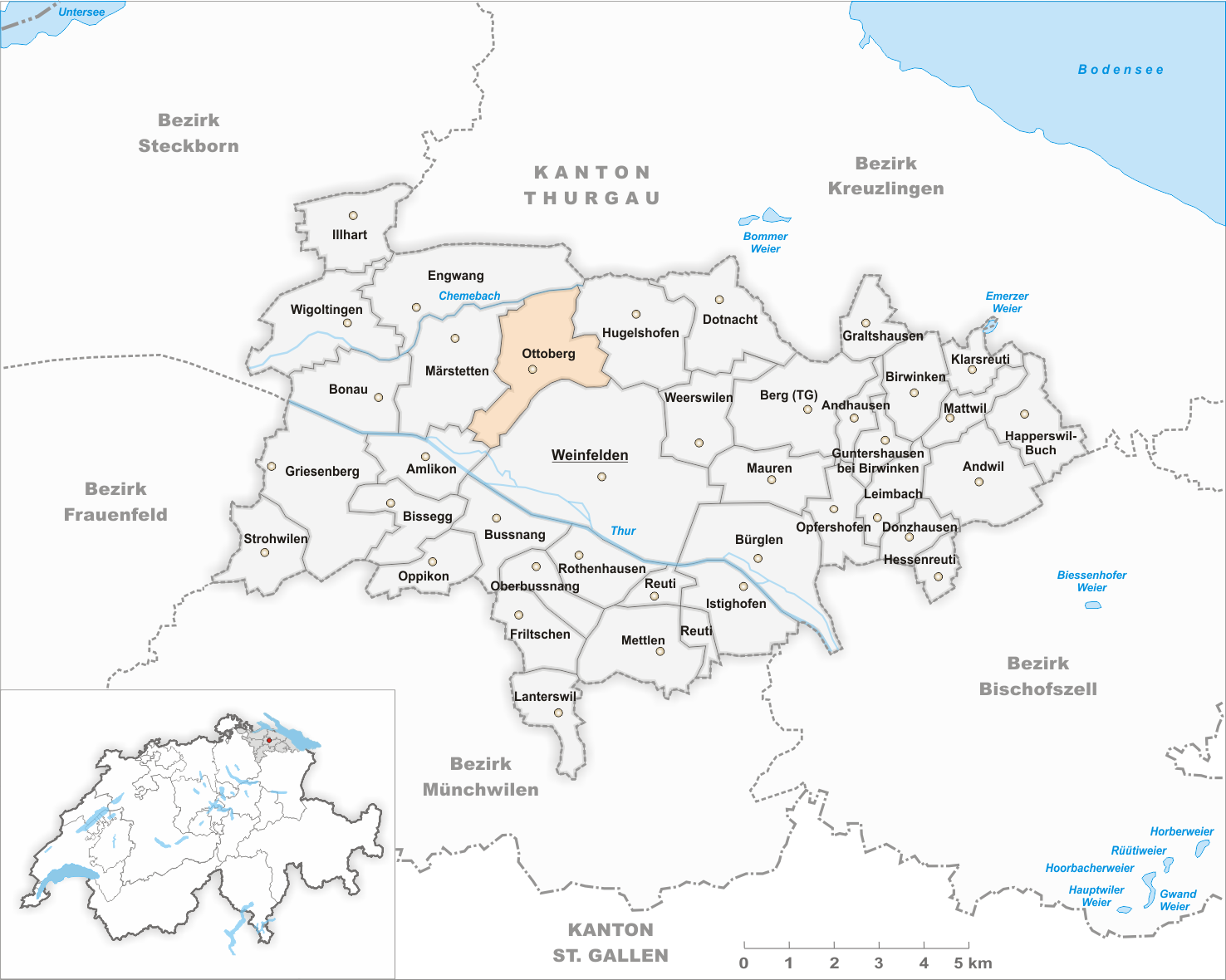
Gemeindestand vor der Fusion im Jahr 1975

1997 untersuchte man in Boltshausen den schon 1795 entdeckten römischen Gutshof erneut und fand Münzen aus dem 4. Jahrhundert sowie Terrazzofragmente. Ottinberch wurde um 990 erstmals urkundlich erwähnt, als das Kloster Petershausen von Adelgoz von Märstetten zwei Weinberge bei Ottoberg erhielt. Im Spätmittelalter waren Boltshausen und Ottoberg Teil der sogenannten Hohen Gerichte, die ab 1460 dem thurgauischen Landvogt direkt unterstanden. Fünf Häuser in Boltshausen gehörten bis 1798 zur Herrschaft Weinfelden.
Kirchlich teilte Ottoberg stets das Schicksal der Pfarrei Märstetten, die Katholiken waren zu Beginn des 21. Jahrhunderts nach Weinfelden kirchgenössig.
Ottoberg besass Ende des 18. Jahrhunderts ein Gemeindehaus. Es wurden Wein-, Wiesen- und Obstbau, Forstwirtschaft sowie Vieh- und Holzhandel betrieben.

## Bevölkerung
| Jahr         | 1831  | 1850  | 1900  | 1950  | 1970  | 2000  | 2010  | 2018  | 2023  |
| Ortsgemeinde | 624   | 519   | 491   | 419   | 373   |       |       |       |       |
| Ortschaft    |       |       |       |       |       | 361   | 397   | 602   | 592   |
| Quelle       | [ 3 ] | [ 3 ] | [ 3 ] | [ 3 ] | [ 3 ] | [ 4 ] | [ 5 ] | [ 2 ] | [ 6 ] |

Von den insgesamt 592 Einwohnern der Ortschaft Ottoberg am 31. Dezember 2023 waren 46 bzw. 7,8 % ausländische Staatsbürger. 245 (41,4 %) waren evangelisch-reformiert und 123 (20,8 %) römisch-katholisch.

## Sehenswürdigkeiten
Ottoberg ist im Inventar der schützenswerten Ortsbilder der Schweiz aufgelistet. Die ehemalige Trotte, das Wohnhaus im Dorf 3 und das Bauernhaus am Schnellberg 3 sind in der Liste der Kulturgüter in Märstetten aufgeführt.

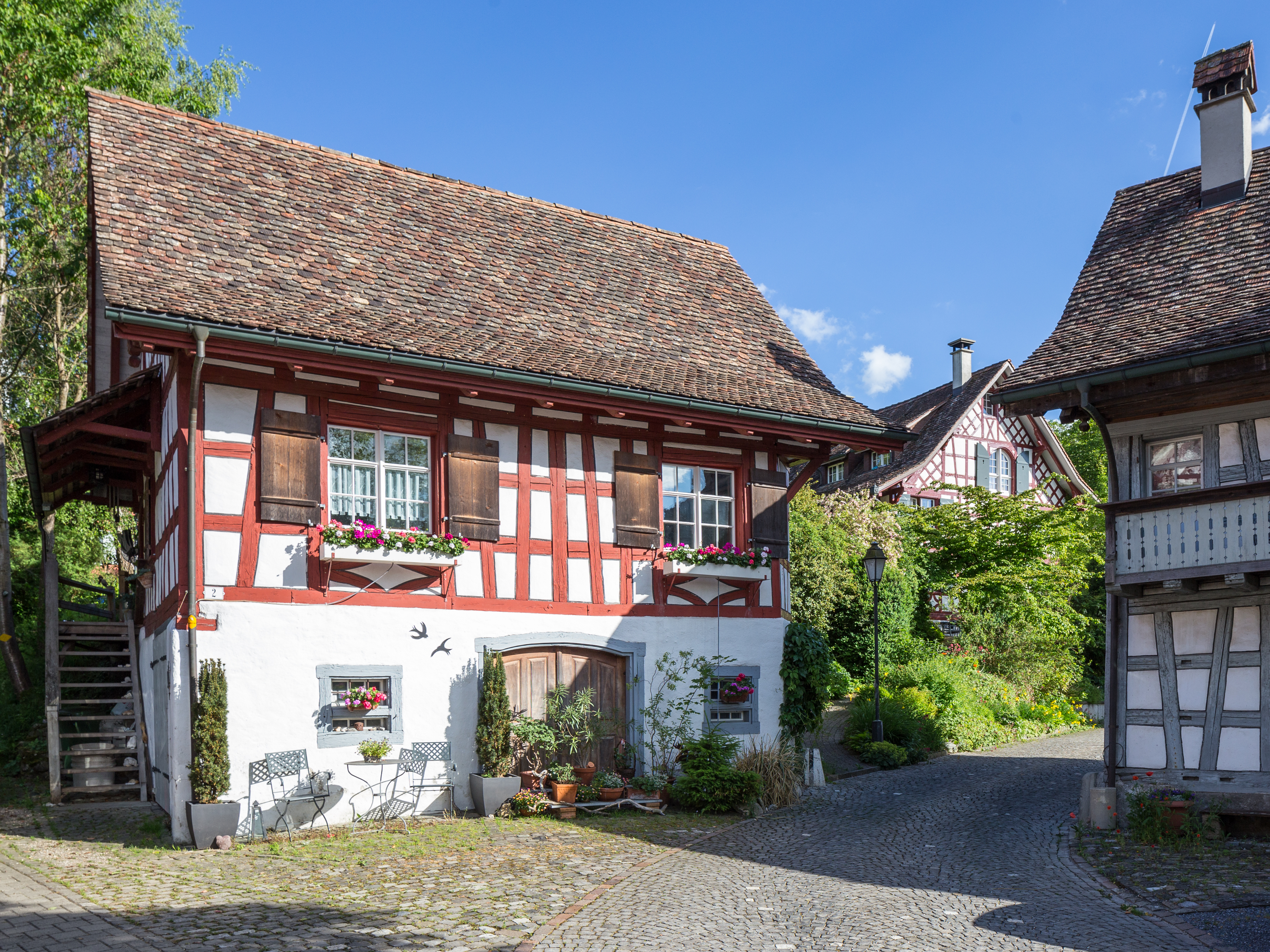
Ehemalige Trotte Dorf 2
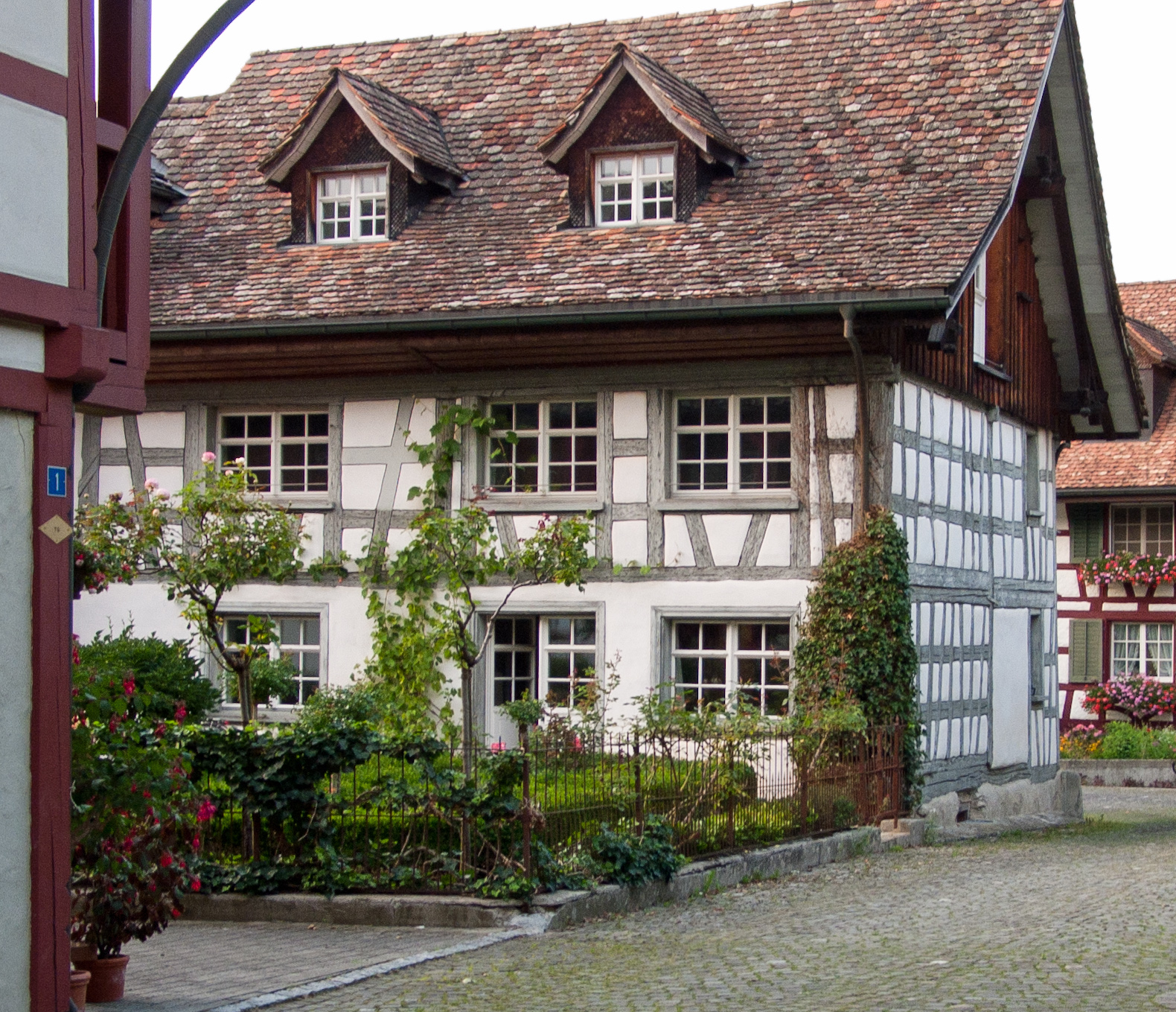
Wohnhaus Dorf 3
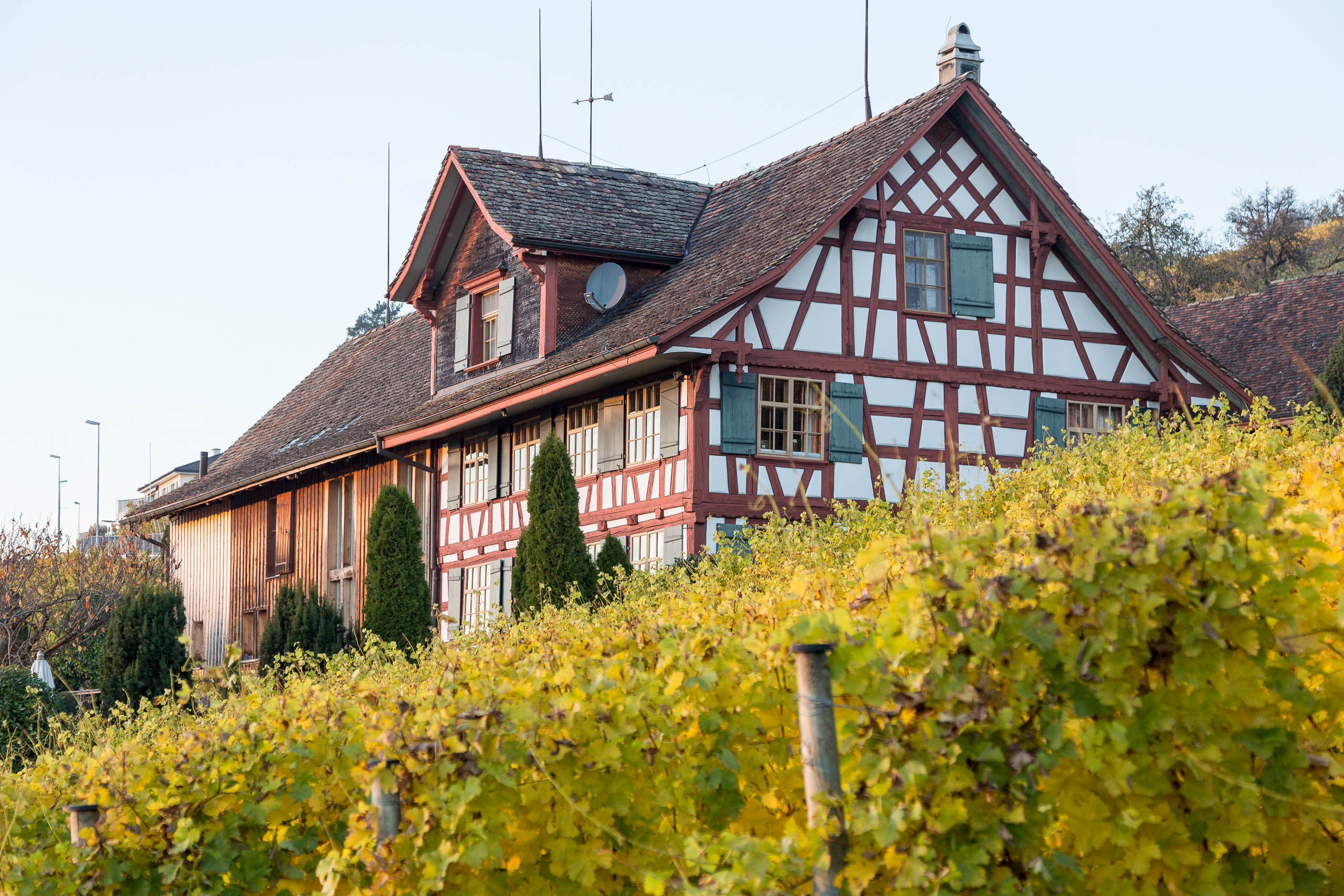
Bauernhaus Schnellberg 3

## Bilder

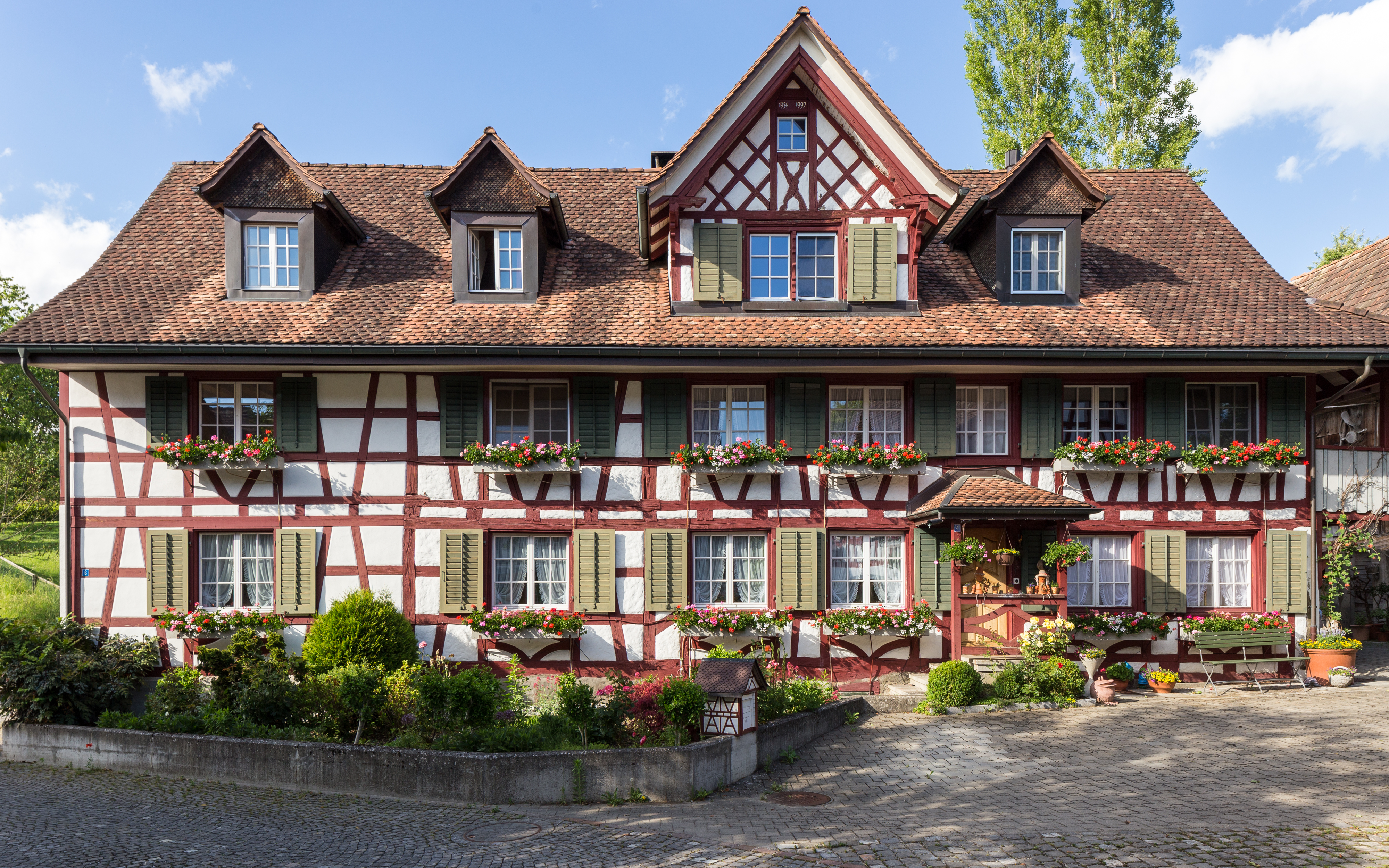
Bauernhaus Dorf 4 und 6
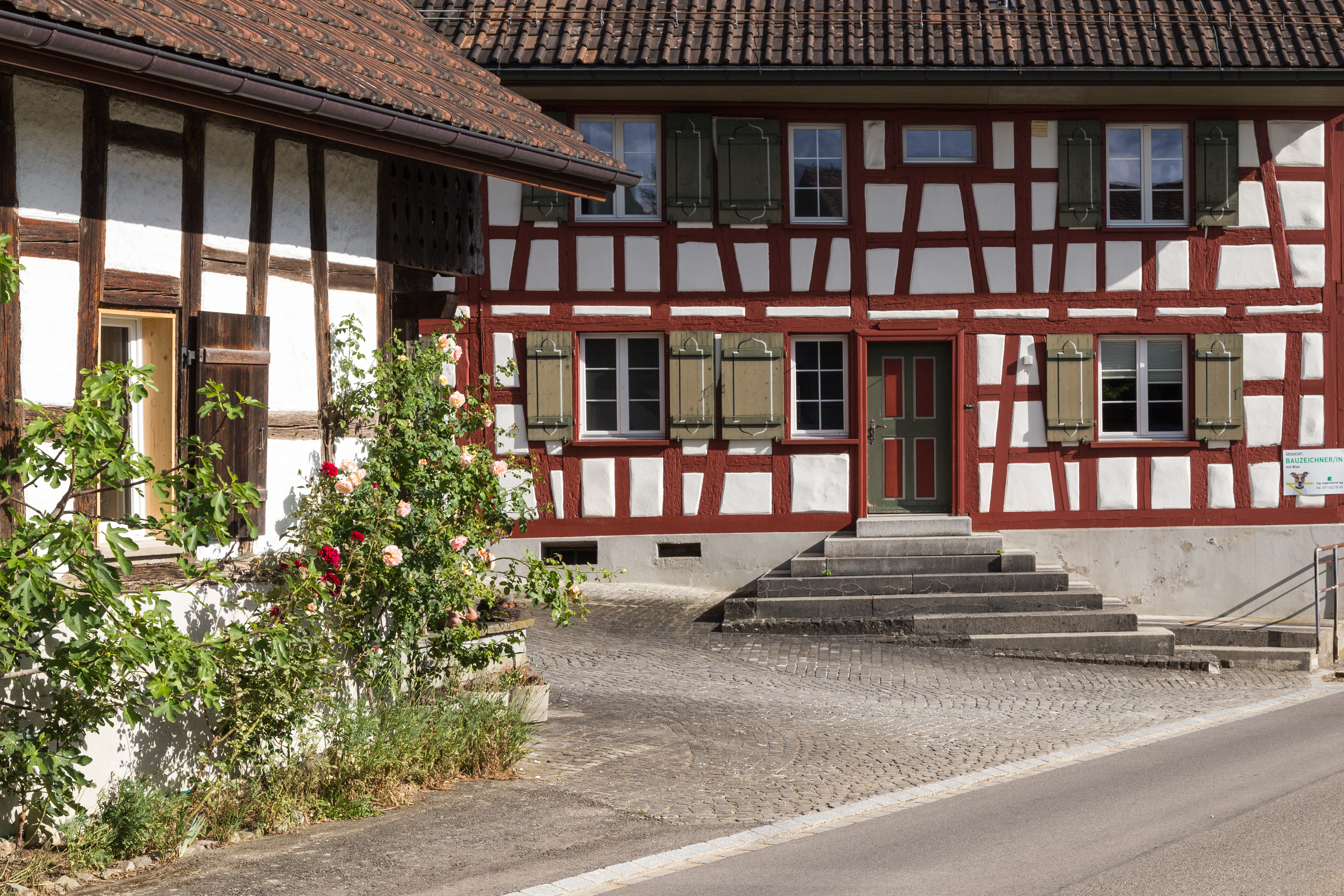
Hauptstrasse 18 und 16
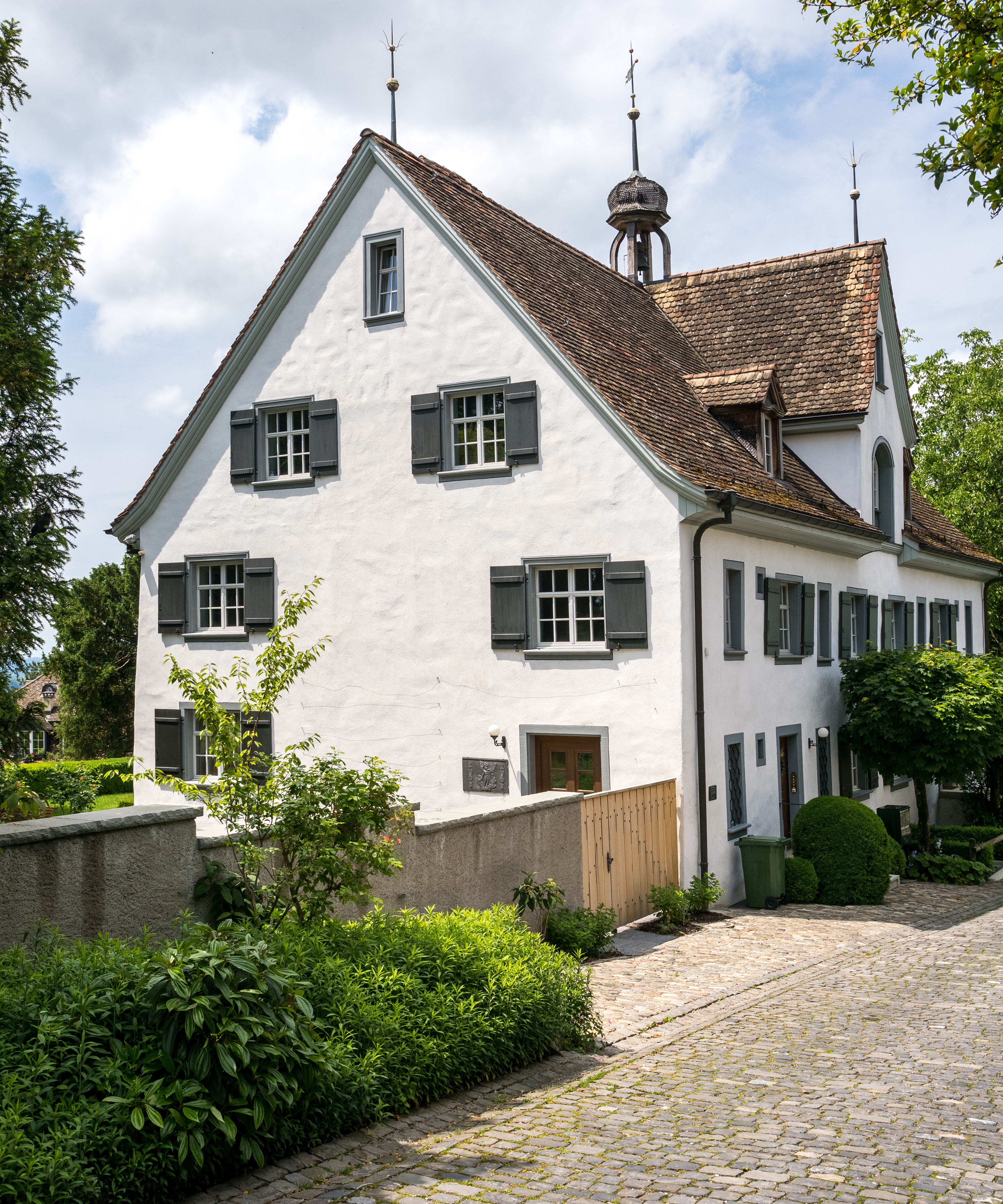
Schlössli
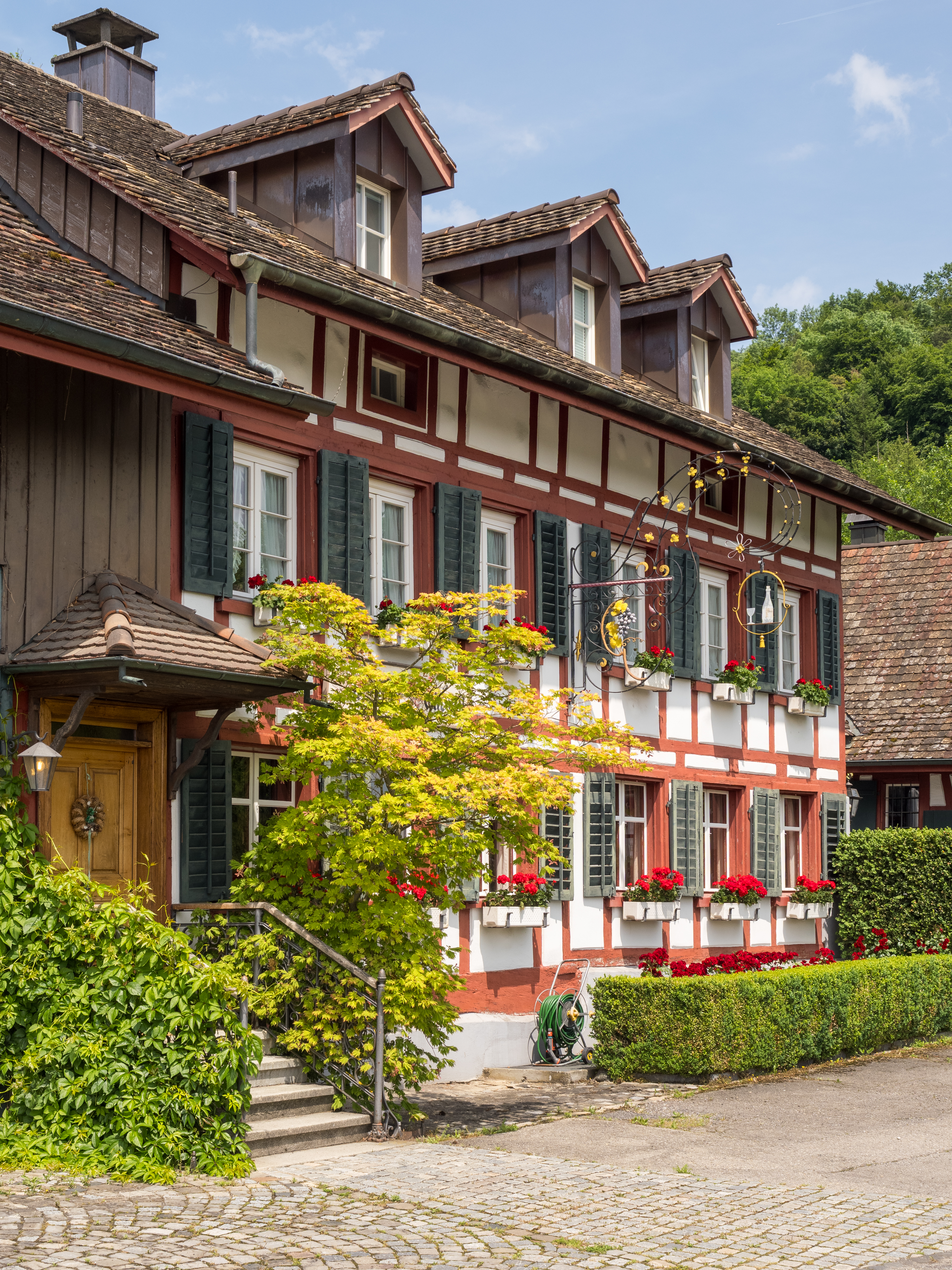
"Wirtshaus Weinberg"
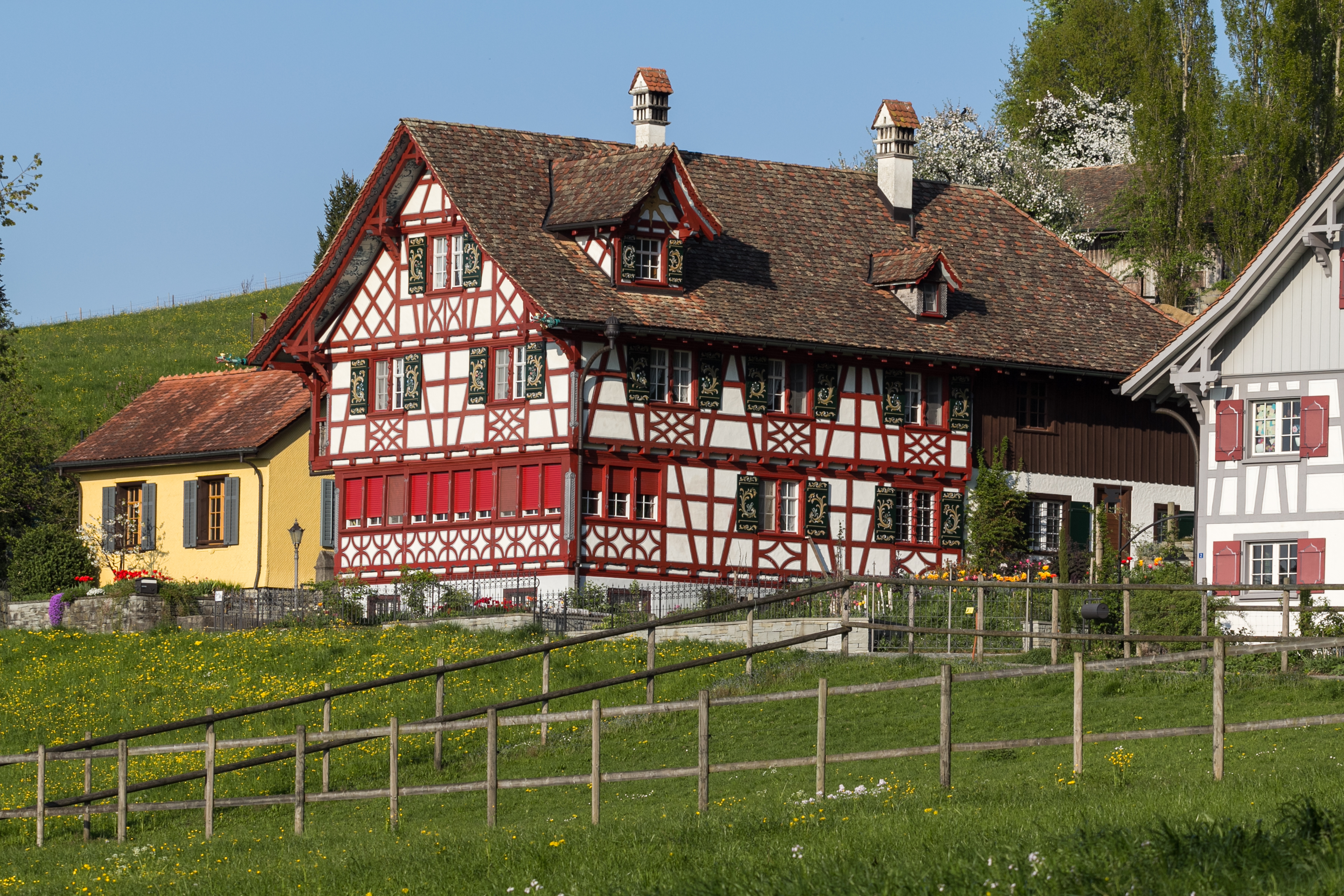
Hinterer Ruberbaum 6